# Gilles de Saumur
Gilles de Saumur, dit aussi Gilles de Tyr, mort le 23 avril 1266 à Dinant (Belgique), fut conseiller du roi de France Louis IX puis archevêque de Damiette en Égypte, conquise par la victoire du même roi sur les Sarrasins le 5 juin 1249. En 1254, après la perte de Damiette, il devint archevêque de Tyr en Terre sainte. Il joua ensuite un rôle important, mandaté par les papes Urbain IV et Clément IV, dans la prédication et la levée d'une « dîme sarrasine » pour la seconde croisade de Louis IX.

## Biographie
À partir de 1248, Gilles participa à la septième croisade, qui le mena en Égypte. Après la prise de la ville portuaire de Damiette en juin 1249, un archidiocèse latin y fut fondé en novembre de la même année par Louis IX et le légat pontifical Eudes de Châteauroux, et Gilles en fut nommé archevêque. Il pratiqua des baptêmes forcés parmi la population locale et transforma la grande mosquée de la ville en cathédrale chrétienne, où il baptisa le fils du roi, Jean Tristan. Après la défaite du roi en avril 1250, Damiette dut être rendue aux musulmans. Gilles fut donc contraint de démissionner et accompagna le roi à Saint-Jean-d'Acre. Là, il fut d'abord nommé chancelier de France, puis élu archevêque de Tyr en 1253, quittant ainsi l'entourage du roi.
En 1263, Gilles fut nommé légat d'une nouvelle croisade par le pape Urbain IV et autorisé à percevoir un impôt spécial en Occident. Cependant, le paiement de cet impôt rencontra une large opposition. Gilles mourut à Dinant, en Flandre, et fut inhumé en l'église Notre-Dame-de-Nantilly de Saumur. Grâce à son action caritative de longue date pour sa ville natale, notamment la construction d'un hôpital, il était vénéré comme un saint par la population, et son tombeau devint un lieu de pèlerinage. Il fut redécouvert en 1613 lors de fouilles près du maître-autel.